# Lisignoli-Nunatak
Der Lsignoli-Nunatak (spanisch Nunatak Lisignoli) ist ein Nunatak an der Oskar-II.-Küste des Grahamlands auf der Antarktischen Halbinsel. Er ist einer der zahlreichen Nunatakker auf der Jason-Halbinsel.
Argentinische Wissenschaftler benannten ihn. Namensgeber ist der argentinische Glaziologe César Augusto Lisignoli, wissenschaftlicher Leiter der Ellsworth-Station im antarktischen Winter 1961.